# Tenochtitlan, Querétaro
Tenochtitlan är en ort i Mexiko.   Den ligger i kommunen Querétaro och delstaten Querétaro Arteaga, i den centrala delen av landet, 190 km nordväst om huvudstaden Mexico City. Tenochtitlan ligger 1 856 meter över havet och antalet invånare är 302.
Terrängen runt Tenochtitlan är kuperad norrut, men söderut är den platt. Terrängen runt Tenochtitlan sluttar söderut. Runt Tenochtitlan är det tätbefolkat, med 849 invånare per kvadratkilometer. Närmaste större samhälle är Santiago de Querétaro, 11,0 km sydost om Tenochtitlan. Omgivningarna runt Tenochtitlan är en mosaik av jordbruksmark och naturlig växtlighet.